# Cintura di rocce verdi di Yellowknife
La cintura di rocce verdi di Yellowknife, denominata anche cintura vulcanica di Yellowknife, è una cintura di rocce verdi risalenti all'Archeano che fa parte del cratone Slave, nei Territori del Nord-Ovest, in Canada.

## Geologia
La cintura è costituita prevalentemente di rocce vulcaniche femiche ((basalto e andesite) ed è contornata a est da intrusioni di batoliti del Complesso di granodiorite occidentale, mentre a nord dal granito del Duckfish Lake. Nel loro insieme le intrusioni di gabbro e diorite sono qui chiamate Gruppo di Kam. Gran parte della cittadina di Yellowknife e le miniere d'oro chiamate "Con" e "Giant", si trovano all'interno del Gruppo di Kam. In quest'area la cintura di rocce verdi di Yellowknife emerge come caratteristica topografica.

## Prospezioni geochimiche
Sono state condotte prospezioni geochimiche atte a localizzare la presenza di campi di gas e di petrolio. La tecnica impiegate prevedeva perforazioni fino a circa 2,5  m di profondità e successiva estrazione e determinazione della presenza di idrocarburi, dall'etano al pentano.